# Celosia cristata
Espèce
Classification phylogénétique
Celosia cristata (communément appelée Célosie crête de coq) est une plante annuelle appartenant au genre Celosia de la famille des Amaranthaceae dans la classification phylogénétique, parfois considérée comme une variété de Celosia argentea. Cette plante (comme toutes les célosies) est originaire principalement des régions tropicales et tempérées d'Amérique et d'Asie.
C'est une plante à tige unique d'environ 20 cm portant de longues feuilles, pointues, vert clair parfois teinté de rouge ou de violet, d’où émerge une inflorescence en crête, étalée en éventail, compacte, plissée ou ondulée. Les coloris vont du jaune au violet pourpre intense avec toute une gamme intermédiaire. Sa floraison s'étale de juin jusqu'aux gelées, une inflorescence peut durer 8 semaines.
Elle est principalement cultivée comme plante ornementale pour sa floraison spectaculaire et est très appréciée des horticulteurs pour son originalité car elle présente des inflorescences en forme de crête ondulée, ce qui lui vaut le surnom de crête de coq. Les fleurs peuvent être coupées et séchées pour faire des bouquets secs.

## Étymologie
Le mot Celosia dérive du grec keleos qui signifie « brûlant » en référence à la floraison en forme de flamme. En espagnol, Celosia désigne un trompe-l'œil.
Cette plante présente des inflorescences en forme de crête ondulée, ce qui lui vaut le surnom de crête de coq.

## Culture
Cette plante aime les sols sains, riches en matière organique et une exposition plein soleil ou mi-ombre.
Elle se sème de mars à mai sur couche chaude, puis il faut la repiquer une ou deux fois et la mettre en place en mai-juin, à 30/35 cm en tous sens. Pendant l'été il faut l'arroser copieusement, au pied surtout et elle fleurira jusqu'aux gelées.
Les célosies se propagent très bien par semis.

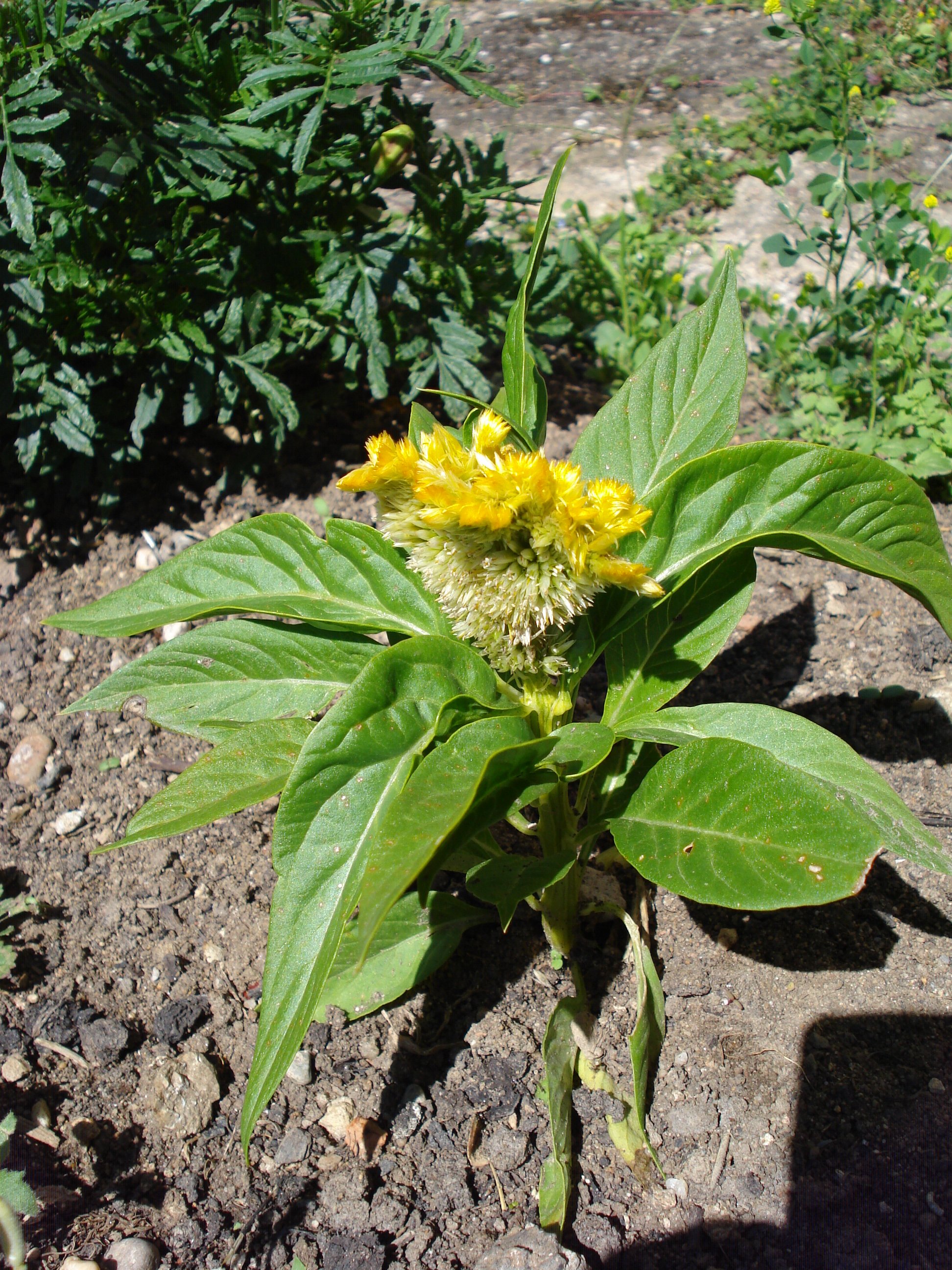
célosie jaune
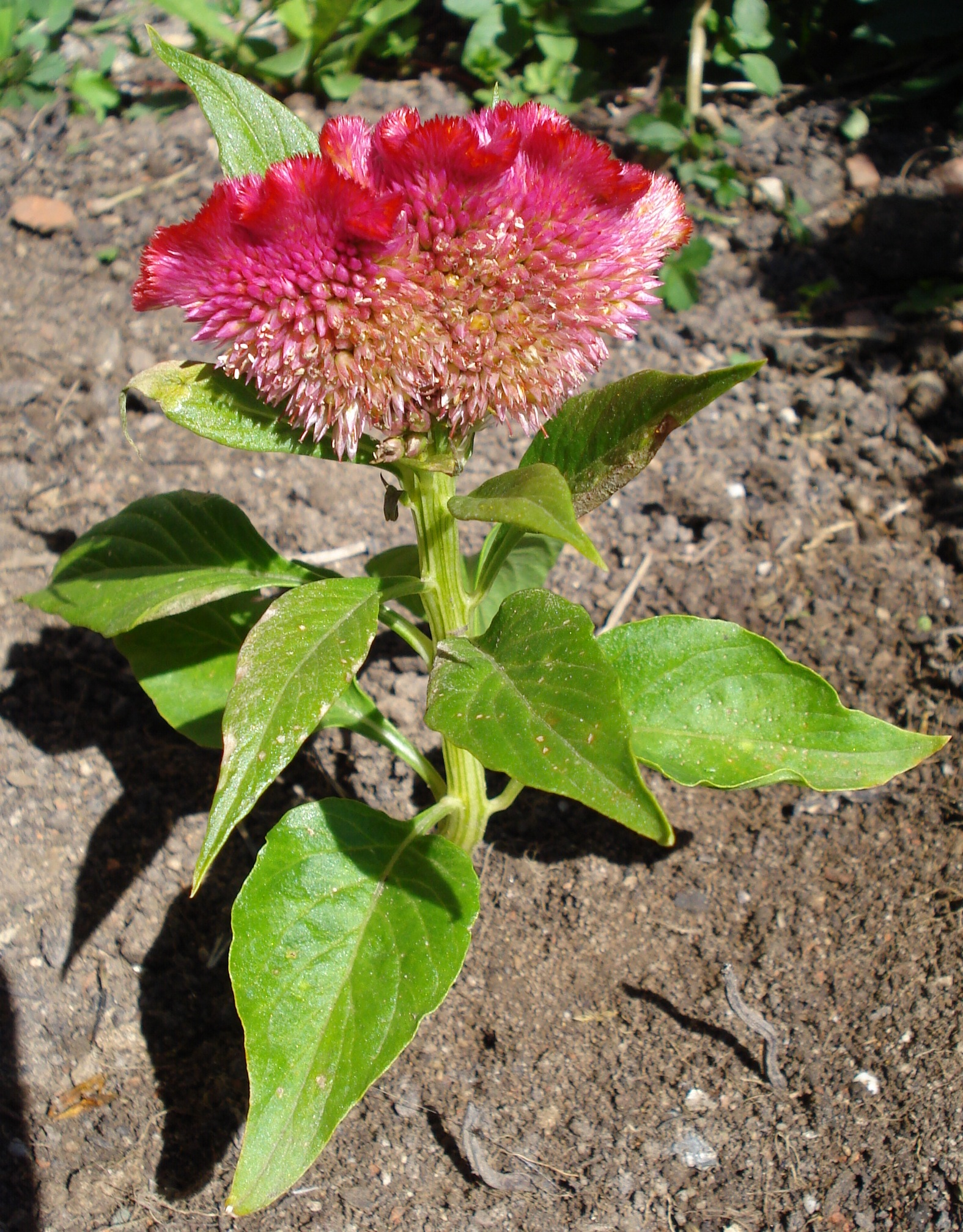
célosie rose-rouge
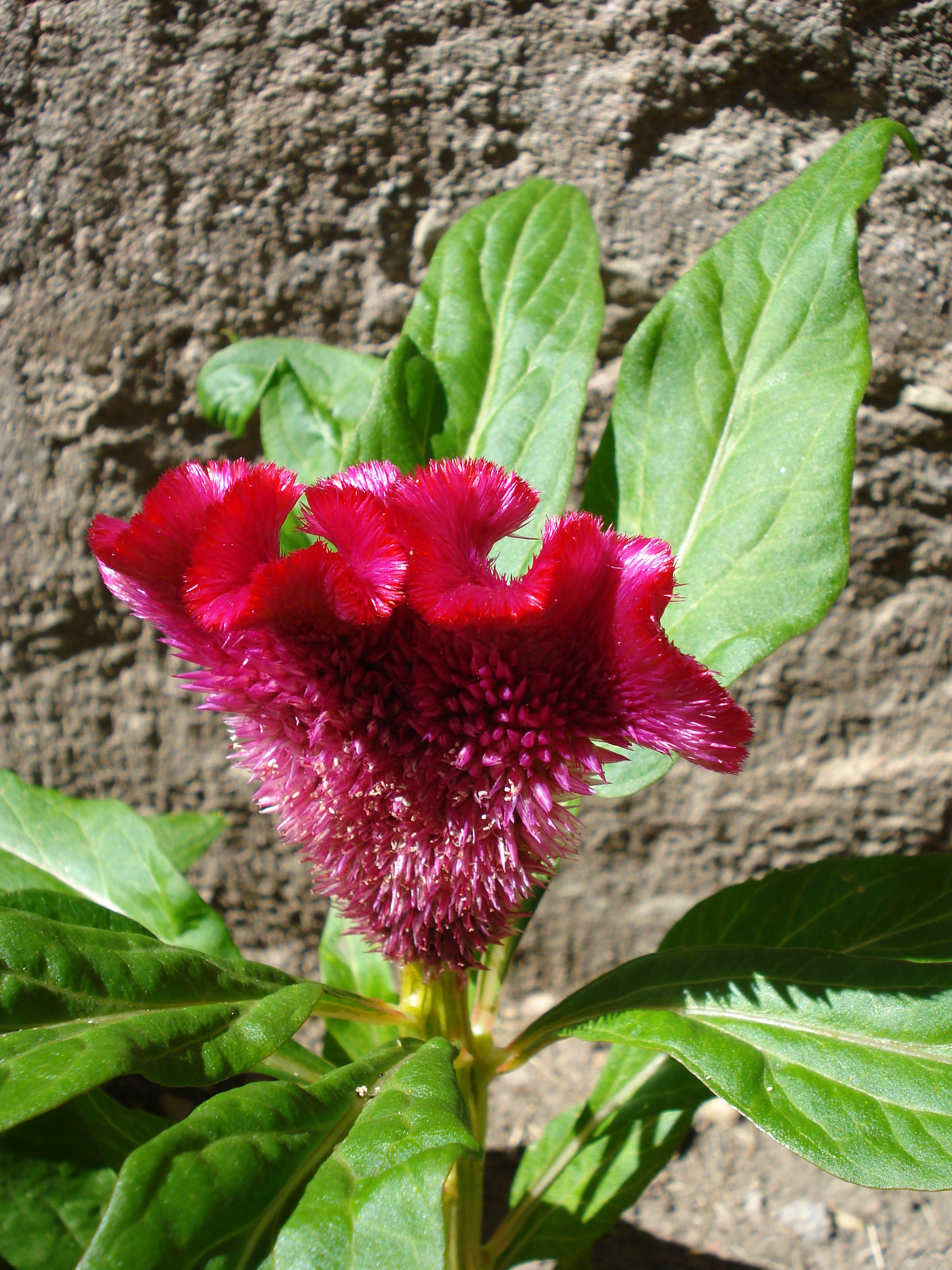
célosie rose foncé
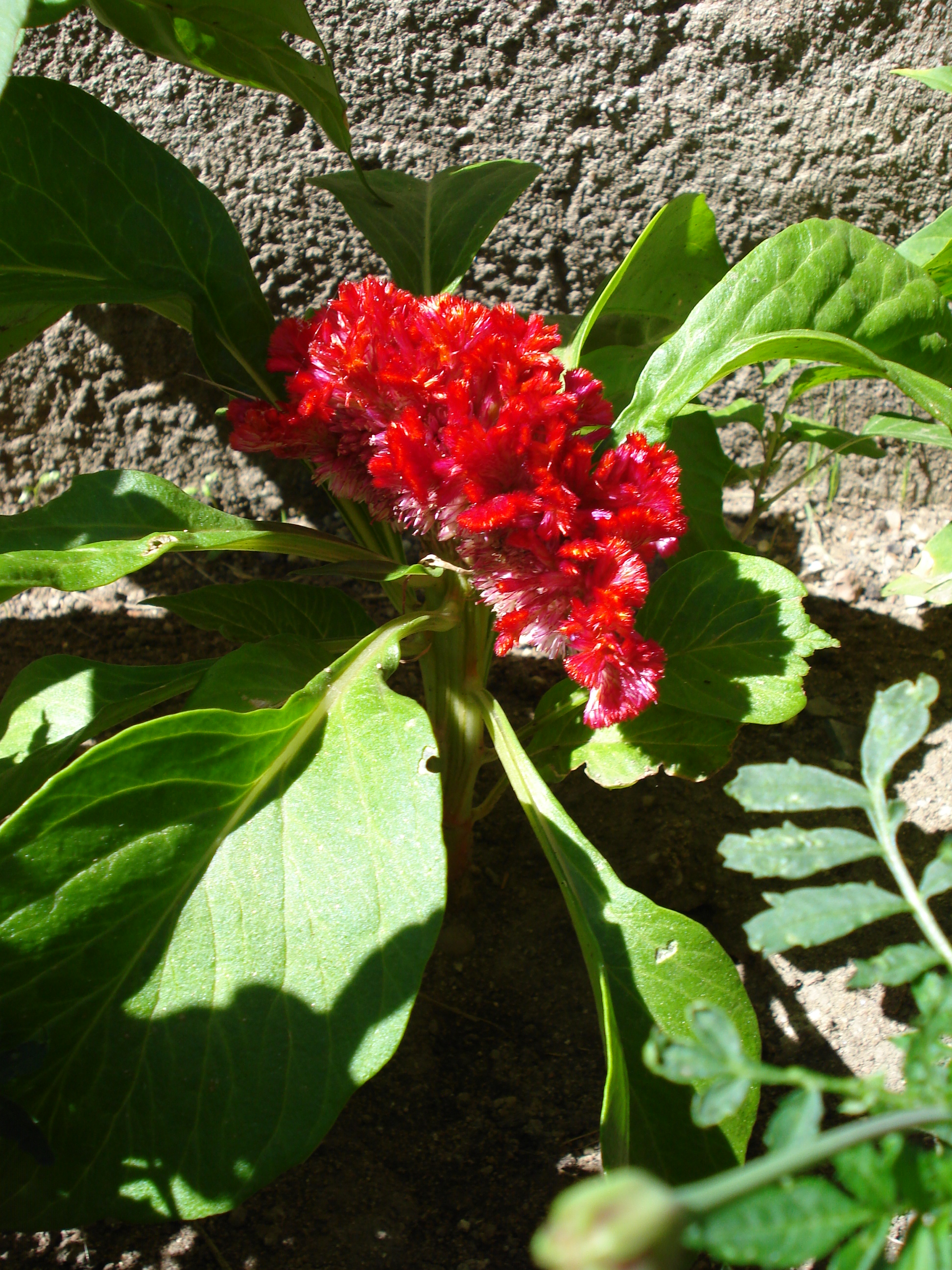
célosie rouge-orange
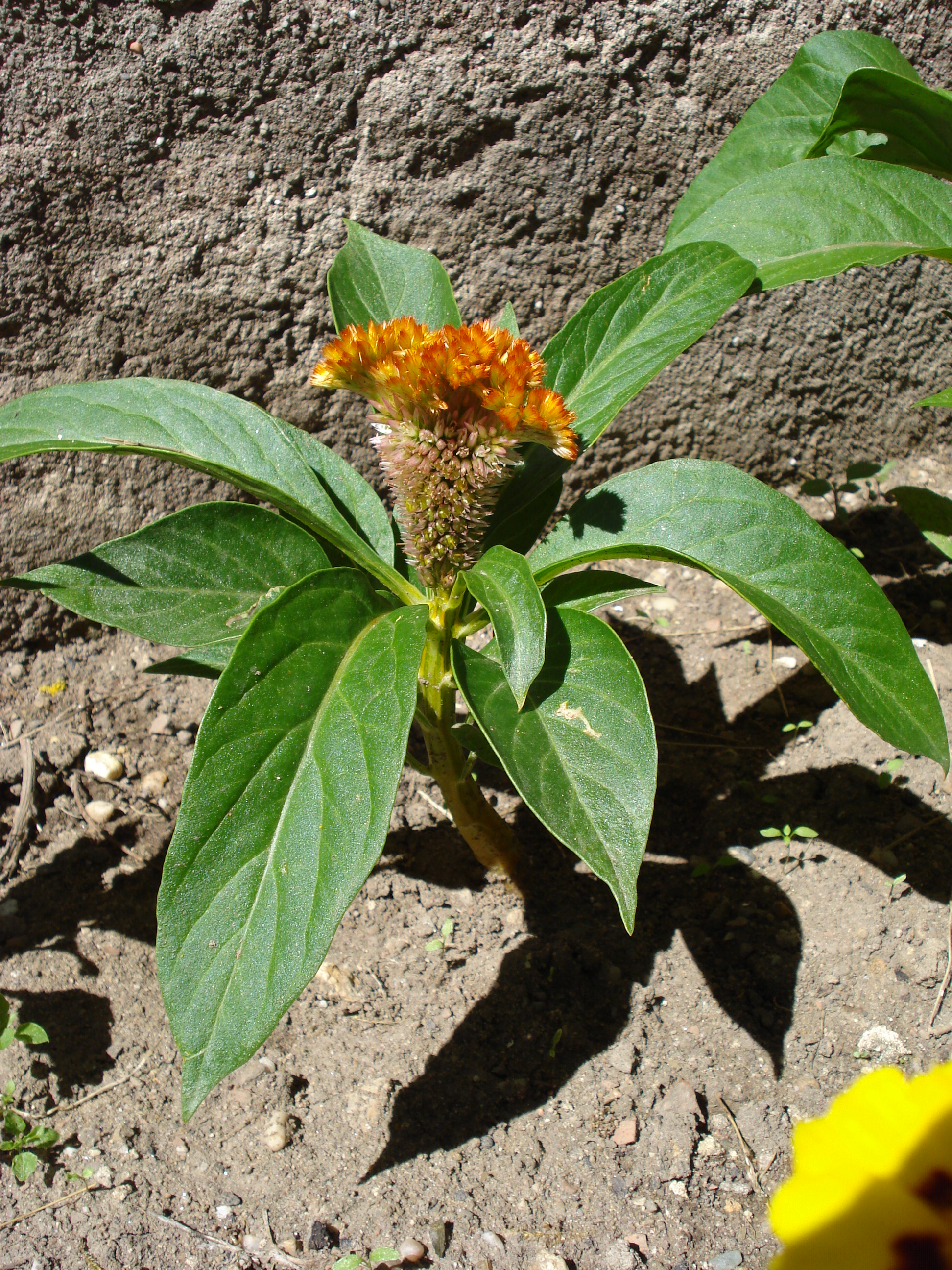
célosie orange
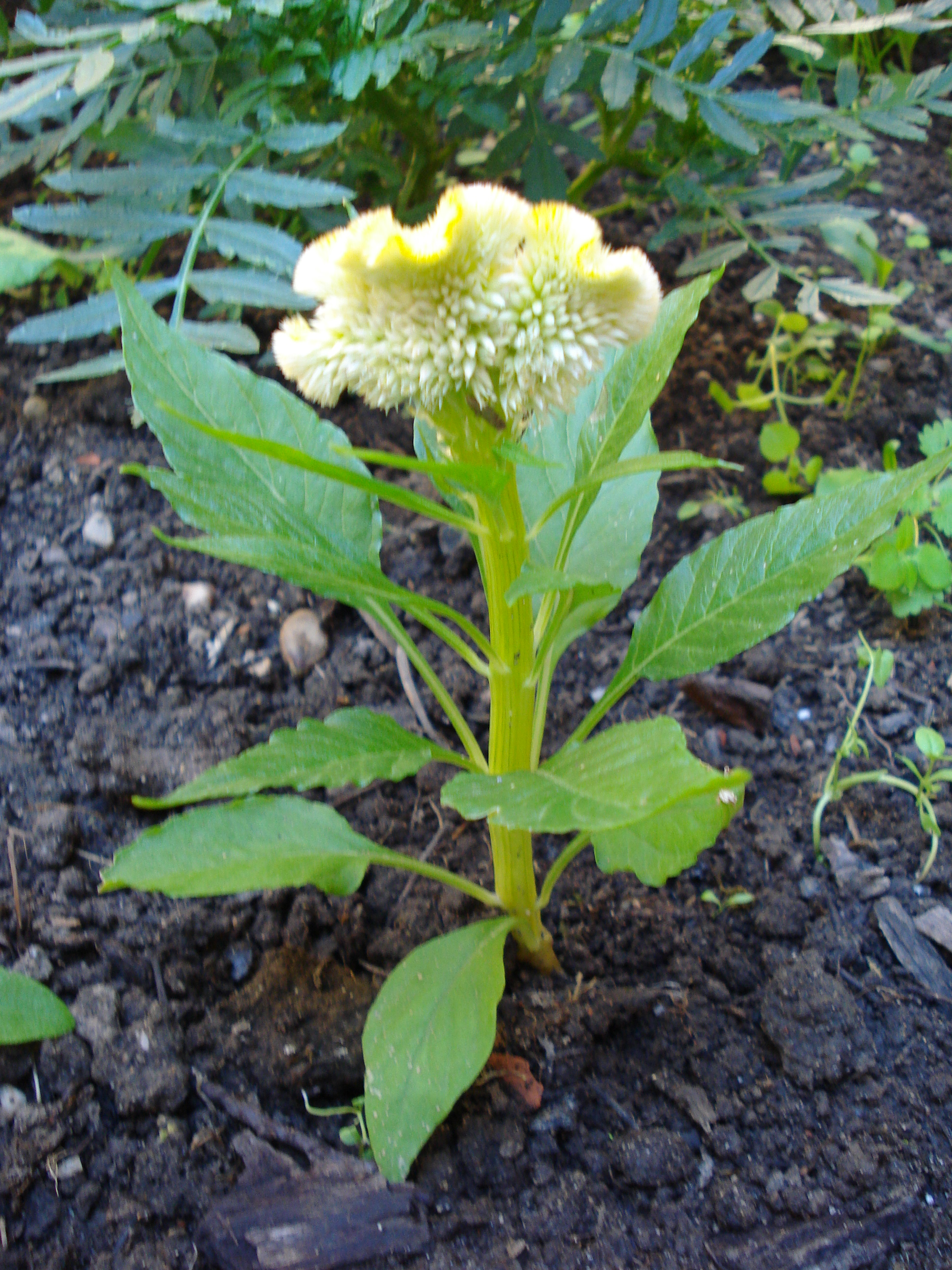
célosie jaune